# ニーノ・フランク
ニーノ・フランク（Nino Frank、1904年6月27日 バルレッタ − 1988年）は、フランスの映画批評家、脚本家である。もっともアクティヴであったのは1930年代 - 1940年代である。「フィルム・ノワール」という語を初めて使用した映画批評家として知られ、『マルタの鷹』のような1940年代アメリカの犯罪劇を参照するために用いた。

## 来歴・人物
1904年6月27日、イタリア・プッリャ州にあるアドリア海に面した、繁栄した港町バルレッタに生まれる。1920年代末、アイルランドの小説家ジェームズ・ジョイスの支援者であった。スチュアート & ムーン・ギルバート（1929年、スチュアート・ギルバートは『ユリシーズ』のフランス語訳の援助をした）や、ポール & ルーシー・レオン、ルイ・ジレ、サミュエル・ベケットのいたサークルにニーノ・フランクもいたのだった。
1937年、ジョイスの『アナ・リヴィア抄』のイタリア語訳についての相談をした。ナチのフランス占領の間は、対独協力者の週刊紙『Les Nouveaux Temps』に書いており、ヴィシー政権の検閲政策に協力する批評家として知られていた。
フランクは、フランスの映画雑誌『レクラン・フランセ』にも書いた。同誌は、第二次世界大戦中のレジスタンス運動によって創刊され、戦後も続いた社会主義学習の雑誌である。ジャック・ベッケル、マルセル・カルネ、ジャン・グレミヨン、ジャン・パンルヴェといった映画監督、脚本家のピエール・ボストやジャック・プレヴェール、批評家のジョルジュ・サドゥールやレオン・モーシナック、同様にアルベール・カミュ、アンリ・ラングロワ、アンドレ・マルロー、パブロ・ピカソやジャン＝ポール・サルトルといった人々がバックアップしていた。『レクラン・フランセ』は、「チーズケーキ」のような写真とスターのゴシップを載せたほかの雑誌と比較して「真面目な出版物」である。同誌は、黄色い紙に印刷され、批評家やフランス映画の重要人物が書いた映画批評の問題の範囲で記事を掲載していた。フランクは最終的には同誌の編集長の地位にのぼりつめた。
Internet Movie Database（IMDb）によれば、フランクは劇場用映画やテレビ映画に何本か脚本家としてクレジットされている。1944年、映画『Service de nuit』（監督ジャン・フォーレ）のダイアローグのためにペンを執り、原作小説を翻案した。1945年には、『ラ・ボエーム』（監督マルセル・レルビエ）の脚色をした。1947年、『流血の港』（監督ルネ・シャナ）にクレジットされ、
1952年には、『赤シャツ』（監督ゴッフレード・アレッサンドリーニ、フランチェスコ・ロージ）にクレジットされている。1974年、テレビ映画『Stefano』のために小説を翻案したとクレジットされている。ほかにも執筆や翻訳の仕事もした。レオナルド・シャーシャの1979年の書籍『Nero su nero』をコリンヌ・リュカとの協力によるイタリア原文からの翻訳などがそれである。

### 「フィルム・ノワール」という語の発明
ニーノ・フランクは、1946年の夏にフランスの映画館に上映されたアメリカの劇映画の一群を記述するために「フィルム・ノワール」という語を発明した、とたびたびクレジットされている。ジョン・ヒューストン監督の『マルタの鷹』、オットー・プレミンジャー監督の『ローラ殺人事件』（1944年）、エドワード・ドミトリク監督の『ブロンドの殺人者』（1943年）、ビリー・ワイルダー監督の『深夜の告白』（1944年）、フリッツ・ラング監督の『飾窓の女』（1944年）がそれである。ナチのフランス占領の時代、アメリカ映画はフランスでは許可されず、1946年夏というのは、フランスの観客にとって、これらの大戦中のアメリカ映画を観る最初の機会であった。
1946年、フランクと仲間の批評家ジャン＝ピエール・シャルティエが2つのもっとも早い映画記事で、1940年代からのハリウッドの犯罪劇を「フィルム・ノワール」と記述した。『Un nouveau genre 'policier': L'aventure criminelle（探偵ものの新ジャンル、犯罪的冒険もの）』と題したフランクの記事は、1946年8月に、社会主義学習雑誌『レクラン・フランセ』に掲載された。同記事では、「感傷的なヒューマニズム」や「社会的な幻想」を排除し、妄想狂のフレンチ・ノワールのテーマとしての「暴力的な死のダイナミズム」を挙げ、「犯罪心理学と女嫌い」のアメリカ的傾向に注意を引いた。フランクの記事はこう述べている。「…これらダークな映画、これらフィルム・ノワールは、探偵映画の通常の流れとの共通点はなにもない…」。さらに「…これらダークな映画のためにふさわしい表示をみつけだすのは困難であることを反映している」と述べている（リー・ホースレーの本からの英訳）。
同記事は、「フィルム・ノワール」作品とは「…探偵映画ジャンルと呼ばれていたものに属しているが、犯罪映画と名づけるのが比較的よく、あるいは、もっとよいのは犯罪心理学映画であろう」と述べている。ジャン＝ピエール・シャルティエのエッセイは、1945年11月から保守学習誌『ラ・ルヴュ・デュ・シネマ』に掲載された。同エッセイは『Les Américans aussi font des films noirs（アメリカ人もフィルム・ノワールをつくる）』と題され、「フィルム・ノワールの共通の糸と彼がみなしたもの、ペシミズムと人間性への嫌悪」と批評している。フランクとシャルティエの「フィルム・ノワール」という語の使用は、おそらくガリマール社の「ハードボイルド」探偵・犯罪フィクションの叢書「セリ・ノワール」にインスパイアされたものであろう。同叢書には、アメリカの小説家による作品の翻訳と、アメリカの犯罪小説のスタイルをモデルにしたフランスの小説家が著したものの両方が含まれている。
フランスの小説家コンビ「ボワロー＝ナルスジャック」の書いたいくつかの小説は映画化されたが、彼らも「フィルム・ノワール」の語の発展のためになにがしかのクレジットがされる価値があるだろう。ボワロー＝ナルスジャックの小説『死者の中から』は、アルフレッド・ヒッチコック監督の『めまい』に翻案され、『悪魔のような女』はアンリ＝ジョルジュ・クルーゾー監督の『悪魔のような女』へと翻案された。
チャールズ・オブライエンの調査では、「フィルム・ノワール」の語は1938年と1939年にフランスの映画レヴューと新聞記事に使用されている。そこでは、マルセル・カルネ監督の『霧の波止場』（1937年）とジャン・ルノワール監督の『獣人』（1938年）のようなフランス映画を参照している。オブライエンは、1930年代末の記事に「フィルム・ノワールという露骨な祈りを1ダース」見つけたと述べている。『L'lntransigeant』紙では『霧の波止場』を「フィルム・ノワール」と呼び、『Action française』紙では1938年1月のフランソワ・ヴィネイユのレヴューで、『Le Puritain』（監督ジェフ・ムッソ、1937年）を「un sujet classique: le film noir, plongeant dans la débauche et le crime.（古典的な主題、つまりフィルム・ノワール、放蕩と犯罪にのめりこむこと）」と呼んでいる。

## 註
1. ↑  “アーカイブされたコピー”. 2006年11月23日時点のオリジナルよりアーカイブ。2007年1月31日閲覧。
2. 1 2
3. ↑  Lee Horsley、『The Noir Thriller』（Palgrave刊、2001年）。『1945-70 The Postwar Period and the Development of Cinematic and Literary Noir』。ウェブでも読める。
4. ↑  Charles O'Brien著、Film noir in France: Before the Liberation、filmmuseum刊、1996年春、ウェブでも読める。